# فرودگاه پاین ریج
 فرودگاه پاین ریج (به انگلیسی: Pine Ridge Airport) یک فرودگاه همگانی بهره‌برداری هوایی با کد یاتا XPR است که یک باند فرود آسفالت دارد و طول باند آن ۱۵۲۴ متر است. این فرودگاه در کشور ایالات متحده آمریکا قرار دارد و در ارتفاع ۱۰۱۶ متری از سطح دریا واقع شده است.